# Гинтель, Людвик
Людвик Гинтель (пол. Ludwik Gintel; 26 сентября 1899 года, Краков, Польша) — польский футболист еврейского происхождения, нападающий клубов «Ютженка» (Краков) и Краковия, игрок сборной, участник олимпийских игр.

## Биография
В футбол начал играть в краковской еврейской команде Ютженка. С 1916 года, всю взрослую карьеру провёл в Краковии. Сначала выступал как нападающий, затем переквалифицировался в защитника. В составе Краковии дважды становился чемпионом Польши, а в сезоне 1928 года стал лучшим бомбардиром лиги, забив 28 голов. Именно благодаря ему, название «Священная война» перешло с дерби краковских еврейских Ютженки и Маккаби на дерби Вислы и Краковии.
12 раз выступал за сборную Польши. Принимал участие в олимпийском турнире в Париже. В мае 1922 года, в матче со сборной Венгрии, самом первом международном матче, сыгранном в Польше, забил первый в истории сборной автогол (итоговый результат 0:3).
После окончания карьеры работал архитектором. Жил в Израиле.

## Достижения
- Чемпион Польши по футболу — 1921, 1930
- Лучший бомбардир чемпионата Польши — 1928 год